# Смирнов, Михаил Николаевич (генерал-лейтенант)
Михаил Николаевич Смирнов (1861—1933) — русский военный деятель, генерал-лейтенант Белой армии (1918), участник Гражданской войны в России.

## Биография
Родился 5 августа 1861 года в дворянской казачьей семье станицы Старочеркасской.
Образование получил в Михайловском Воронежском кадетском корпусе (1879) и по его окончании вступил на военную службу. В 1881 году окончил Николаевское кавалерийское училище, откуда был выпущен корнетом в лейб-гвардии Атаманский полк. Затем последовательно имел чины Русской императорской армии: поручик гвардии (08.1885), сотник гвардии (08.1885), подъесаул (08.1885), есаул (04.1892), войсковой старшина (04.1895), полковник (04.1901, за отличие), генерал-майор (12.1911, за отличие). С 30 сентября 1918 года — генерал-лейтенант Белой армии.
М. Н. Смирнов занимал должности: офицер-воспитатель Донского кадетского корпуса (17.11.1891—19.06.1900), начальник приготовительного пансиона Войска Донского (19.06.1900—28.03.1912), младший помощник войскового наказного атамана Войска Донского по гражданской части (28.03.1912—17.05.1913), окружной атаман Черкасского округа Области Войска Донского (с 17.05.1913). Затем до июня 1917 года состоял по Донскому казачьему войску в распоряжении войскового начальства и был уволен от службы за болезнью.
После Октябрьской революции — участник Белого движения. Служил в Донской армии: с января 1918 года — начальник военной милиции. Был арестован большевиками и в феврале-апреле 1918 года находился в Новочеркасской тюрьме. Был освобождён казаками станицы Кривянской и служил в Южной группе формировавшейся Донской армии. Занимал должность начальника военной милиции при войсковом атамане и председателя комиссии по борьбе с большевизмом Донской армии. Генерал-лейтенант с сентября 1918 года.
После эвакуации из Крыма находился в Турции, Болгарии и переселился на постоянное жительство в Париж.
Умер 18 апреля 1933 года и был похоронен на кладбище Сент-Женевьев-де-Буа, где позже рядом с ним была похоронена жена — дворянка войска Донского Карпова Ольга Николаевна (24.1.1873—25.11.1935) и дочка Ольга (03.02.1903—06.12.1936). Неизвестна судьба остальных их детей — Нины, Надежды и Николая.

## Награды
Среди прочих наград имел ордена:
- Святого Станислава 2-й степени (1898)
- Святой Анны 2-й степени (1904)
- Святого Владимира 3-й степени (1913)
- Святого Станислава 1-й степени (1915)
- Святой Анны 1-й степени (1916)